# تیم دوچرخه‌سواری مانزانا پوستوبون
تیم دوچرخه‌سواری مانزانا پوستوبون (انگلیسی: Team Manzana Postobón) یک تیم دوچرخه‌سواری در کشور کلمبیا است.
این تیم که در سال ۲۰۰۶ تأسیس شده در تورهای قاره‌ای دوچرخه‌سواری شرکت می‌کند.